# Lola und Bilidikid
Lola und Bilidikid ist ein deutscher Spielfilm aus dem Jahr 1999. Kutluğ Ataman schrieb das Drehbuch und führte Regie. Das queere Drama spielt im subkulturellen Underground Berlins der 1990er Jahre.

## Inhalt
Lola und Bilidikid zeigt das Leben der schwulen Brüder Murat und Lola in Berlin. Dabei erzählt der Film die fiktive Geschichte einer doppelten Migration: nach Berlin und aus der familiären Homophobie in die Gemeinschaft der Drag Queens, die in den 1990er Jahren im Umfeld des SO36 in Berlin-Kreuzberg, der Veranstaltungsreihe „Gayhane“ und kleineren Berliner Undergroundclubs berühmt wurde.
Murat ist 17 Jahre alter, sanftmütiger und trauriger Junge, der der Welt verheimlicht, dass er schwul ist. Er steht der Autorität seines Bruders Osman gegenüber, der ihn mit Gewalt „zum Mann machen“ will, indem er ihn zu einem Besuch bei einer Sexworkerin zwingt.
Murat flieht und bei seinen heimlichen nächtlichen Streifzügen durch nächtliche Parks und die schummrige Subkultur Berlins trifft er auf Lola, seinen älteren Bruder, der von Osman aus der Familie vertrieben wurde. Lola hat in der queren Subkultur Fuß gefasst und tritt mit einigem Erfolg in Travestieshows auf. Für Murat entwickelt sich die eigene Familiengeschichte neu. Auch Lola muss sich in ihrer queeren Familie mit ihrem Liebhaber Bili auseinandersetzen. Bili träumt von bürgerlicher Normalität, obwohl er sich als Macho fühlt und sein Spitzname auf den Westernhelden Billy the Kid verweist.

## Produktion
Lola und Bilidikid ist der zweite Langspielfilm von Kutluğ Ataman. Von Ende Oktober bis Anfang Dezember 1997 wurde der Film in 30 Drehtagen in Berlin mit einem Budget von 2,5 Millionen D-Mark von Martin Hagemann produziert. Der Film feierte am 11. Februar 1999 seine Weltpremiere als Eröffnungsfilm der Sektion Panorama der Berlinale. Am 11. März 1999 startete Lola und Bilidikid in den deutschen Kinos. Knapp 30.000 Zuschauende sahen den Film damals in deutschen Kinos im Programm des Delphi Filmverleihs. Lola und Bilidikid wurde in die Türkei, UK, die USA, die Niederlande, nach Belgien, Luxemburg, Bulgarien, Tschechien, Slowenien, Ex-Jugoslawien, Ungarn, Island, Polen, Rumänien und Südafrika verkauft und wird nach wie vor regelmäßig aufgeführt.

## Rezeption
Der vielfach preisgekrönte Film gilt als beeindruckendes Zeitdokument und erster deutscher Kino-Spielfilm, der sich mit schwulen, türkischstämmigen Personen befasst.
In der TAZ schreibt Carolin Weidner erfreut, dass Atamans Film weniger über die in deutschen Film üblichen Erklär-Dialoge erzählt. Sie findet es erfrischend, dass er in Lola und Bilidikid für einen Messerkampf beherzt in den Genre-Koffer greift und durchaus auch Trash-Charaktere einsetzt.
Heike Faller schrieb 2007 in Die Zeit aus ihrer Sicht als Mitschülerin des Protagonisten. Sie respektiert den großen Erfolg, den Lola und Bilidikid auf der Berlinale 1999 hatte. Und sie war, wie viele Angehörige des Feuilletons, sehr neugierig auf die intimen Einblicke in migrantische Realitäten. Trotzdem findet sie den Film etwas zu überladen und bedeutungsschwer.
Wilhelm Roth lobt in Epd Film das komische Potenzial des Films. Er betont, dass neben der dramatischen Spannung auch Comic Relief nötig ist, ähnlich wie in klassischen Tragödien. Diese Entlastung findet er besonders in der Figur des reichen deutschen Architekten, der sich für den Strichjungen Iskender interessiert, und im Auftritt von Inge Keller, der Grand Old Lady des Deutschen Theaters in Berlin.
Toby Ashraf bemerkt in einer aktuellen Rezension 2024, dass dem Film für ein Sprechen über geschlechtliche und ethnische Diskurse 1999 nur ein reduziertes Vokabular zur Verfügung stand. So stellt sich aus heutiger Sicht die Frage, ob die Figuren im Film transident, Transvestiten, gender-queer, genderfluid, Drag Queens, Tunten oder Schwule sind, die manchmal als Frauen auftreten? Sind sie Türken, „Türk:innen“, türkisch oder „aus der Türkei“ (Türkiyeli)? Oder sind sie deutsch-türkisch, türkisch-deutsch, migrantisch oder post-migrantisch?

## Auszeichnungen
- Internationale Filmfestspiele Berlin 1999
- Istanbul International Independent Film Festival 1999
- Stockholm International Film Festival 1999
- 1999: Teddy Award
- 1999: People’s Choice Award, Istanbul International
- 1999: Best Feature Film, Torino International Gay and Lesbian Film Festival
- 2000: Best Cinematography, best Director, Ankara international Film Festival